# Голубі озера (поїзд)
«Голубí озéра» — нічний швидкий фірмовий пасажирський поїзд Львівської залізниці № 78/77 сполученням Ковель — Одеса. Протяжність маршруту складає — 889 км.
На поїзд є можливість придбати електронний квиток.

## Інформація про курсування
Поїзд курсує через день. З Ковеля — по непарним числам місяця, з Одеси — по парним (січень, квітень-травень, серпень, листопад-грудень 2025 року). В решту місяців — навпаки. З Ковеля — по парним числам місяця, з Одеси — по непарним (лютий-березень, червень-липень, вересень-жовтень 2025 року)  
У зв'язку зі зміною напрямку з парного на непарний, в дорозі змінюється нумерація поїзда на непарний. Це вказується і у проїзному документі. До 8 грудня 2018 року поїзд курсував під № 84/83. З 9 грудня 2018 року, з введенням розкладу руху поїздів на 2018/2019 роки, поїзду змінена нумерація на № 58/57. З 12 грудня 2021 року, з введенням розкладу руху поїздів на 2021/2022 роки, поїзду змінена нумерація на № 78/77. 
Поїзд здійснює на маршруті руху зупинки на 28 проміжних станціях. Зупинки у Ківерцях здійснюються двічі через заїзд на станцію Луцьк.
| Розклад руху поїзда "Голубі озера" з 15.12.2024 | Розклад руху поїзда "Голубі озера" з 15.12.2024 | Розклад руху поїзда "Голубі озера" з 15.12.2024 | Розклад руху поїзда "Голубі озера" з 15.12.2024 | Розклад руху поїзда "Голубі озера" з 15.12.2024 |
| Час прибуття                                    | Час відправлення                                | Станція                                         | Час прибуття                                    | Час відправлення                                |
| ----------------------------------------------- | ----------------------------------------------- | ----------------------------------------------- | ----------------------------------------------- | ----------------------------------------------- |
| —                                               | 17:35                                           | Ковель                                          | 11:32                                           | —                                               |
| 09:08                                           | —                                               | Одеса                                           | —                                               | 20:01                                           |

Актуальний розклад руху вказано у розділі «Розклад руху призначених поїздів» на офіційному вебсайті «Укрзалізниці»

## Туристичний потенціал
Потягом можуть скористатися туристи для відвідання Рівного, Луцька, Ковеля, Володимира, Колодяжного, Зарічного, Світязю тощо. По дорозі він і до Берестя, і до Біловезької Пущі. Крім того, Волинь — єдине місце в Україні, де на рівнині є запаси незабрудненої радіацією брусниці, чорниці й журавлини. Тож цей факт разом із озерами та антонівською вузькоколійкою — величезна можливість розвитку «зеленого туризму».

## Склад поїзда
Фірмовий поїзд № 78/77 «Голубі озера» Ковель — Одеса належить до вагонного депо ПКВЧД-14 станції Ковель. Вагони, залежно від технічного стану та наявних зручностей, можуть мати різний коефіцієнт фірмовості. Нумерація вагонів з Ковеля — з голови, з Одеси — з хвоста поїзда. 
Поїзду зазвичай встановлена схема з 16 вагонів:
- 10 плацкартних (№ 1—10);
- 5 купейних (№ 11, 13—16);
- 1 вагон класу Люкс (№ 12).

У випадках збільшення попиту до поїзда додають плацкартний вагон № 17.